# Troldmandens lærling (dokumentarfilm)
|  | Denne artikel er oprettet af botten Steenthbot ud fra en ekstern database. Den kan derfor have sproglige fejl eller mangler. Denne skabelon kan fjernes efter kontrol af indholdet. |

 For alternative betydninger, se Troldmandens lærling (flertydig). (Se også artikler, som begynder med Troldmandens lærling)
Troldmandens lærling er en dansk dokumentarfilm fra 1997 instrueret af Helle Melander.

## Handling
To mennesker koncentrerer sig om et musikstykke med sådan en kraft, at der opstår en magisk stemning - af nærvær og gensidig respekt. Den 10-årige Anne Sophie har indstuderet Fritz Kreislers »Præludium og Allegro«, og i filmen ser vi hende blive undervist af den danske violinist Anker Buch.